# Адміністративний устрій Романівського району
Адміністративний устрій Романівського району — адміністративно-територіальний поділ Романівського району Житомирської області на селищну територіальну громаду та 2 селищні 19 сільських рад, які об'єднують 63 населені пункти та підпорядковані Романівській районній раді. Адміністративний центр — смт Романів.

## Сучасний устрій району

### Список громад
| № | Назва                        | Центр        | Населені пункти                                                                                                | Площа км² | Місце за площею | Населення (2001), чол. | Місце за населенням |
| - | ---------------------------- | ------------ | --- | --------- | --------------- | ---------------------- | ------------------- |
| 1 | Миропільська селищна громада | смт Миропіль | с. Дертка с. Колодяжне с. Мала Козара смт Миропіль с. Олександрівка с. Паволочка с. Печанівка с. Пилипо-Кошара |           |                 |                        |                     |

### Список рад
| №  | Назва                                  | Центр                   | Населені пункти                                                                   | Площа км² | Місце за площею | Населення (2001), чол. | Місце за населенням |
| -- | -------------------------------------- | ----------------------- | --------------------------------------------------------------------------------- | --------- | --------------- | ---------------------- | ------------------- |
| 1  | Биківська селищна рада                 | смт Биківка             | смт Биківка с. Сарнівка с. Товща                                                  |           |                 |                        |                     |
| 2  | Романівська селищна рада               | смт Романів             | смт Романів                                                                       |           |                 |                        |                     |
| 3  | Булдичівська сільська рада             | с. Булдичів             | с. Булдичів с. Шевченка                                                           |           |                 |                        |                     |
| 4  | Великокозарська сільська рада          | с. Велика Козара        | с. Велика Козара с. Омильне                                                       |           |                 |                        |                     |
| 5  | Вільшанська сільська рада              | с. Вільха               | с. Вільха с. Мала Токарівка                                                       |           |                 |                        |                     |
| 6  | Врублівська сільська рада              | с. Врублівка            | с. Врублівка с. Корчівка                                                          |           |                 |                        |                     |
| 7  | Годиська сільська рада                 | с. Годиха               | с. Годиха с. Межирічка с. Микільськ                                               |           |                 |                        |                     |
| 8  | Гордіївська сільська рада              | с. Гордіївка            | с. Гордіївка                                                                      |           |                 |                        |                     |
| 9  | Камінська сільська рада                | с. Камінь               | с. Камінь с. Химрич                                                               |           |                 |                        |                     |
| 10 | Карвинівська сільська рада             | с. Карвинівка           | с. Карвинівка с. Бартуха с. Грем'яче с. Станіславівка                             |           |                 |                        |                     |
| 11 | Нивненська сільська рада               | с. Нивна                | с. Нивна с. Голубин с. Яблунівка                                                  |           |                 |                        |                     |
| 12 | Ольшанська сільська рада               | с. Ольшанка             | с. Ольшанка с. Бубни с. Улянівка с. Цеберка                                       |           |                 |                        |                     |
| 13 | Прутівська сільська рада               | с. Прутівка             | с. Прутівка с. Білки с. Жовтий Брід с. Костянтинівка с. Новопрутівка с. Новохатки |           |                 |                        |                     |
| 14 | Романівська сільська рада              | с. Романівка            | с. Романівка с. Разіне                                                            |           |                 |                        |                     |
| 15 | Садківська сільська рада               | с. Садки                | с. Садки с. Гвіздярня с. Тевеліївка                                               |           |                 |                        |                     |
| 16 | Соболівська сільська рада              | с. Соболівка            | с. Соболівка с. Вила                                                              |           |                 |                        |                     |
| 17 | Старочуднівськогутянська сільська рада | с. Старочуднівська Гута | с. Старочуднівська Гута с. Сульжинівка                                            |           |                 |                        |                     |
| 18 | Хижинецька сільська рада               | с. Хижинці              | с. Хижинці с. Мані                                                                |           |                 |                        |                     |
| 19 | Червонохатківська сільська рада        | с. Червоні Хатки        | с. Червоні Хатки с. Залужне                                                       |           |                 |                        |                     |
| 20 | Ягодинська сільська рада               | с. Ягодинка             | с. Ягодинка с. Борятин с. Іванівщина с. Лісна Рудня                               |           |                 |                        |                     |
| 21 | Ясногородська сільська рада            | с. Ясногород            | с. Ясногород с. Монастирок с. Синява                                              |           |                 |                        |                     |

## Список радРоманівського району
| №  | Назва                                  | Центр                   | Населені пункти                                                                   | Площа км² | Місце за площею | Населення (2001), чол. | Місце за населенням |
| -- | -------------------------------------- | ----------------------- | --------------------------------------------------------------------------------- | --------- | --------------- | ---------------------- | ------------------- |
| 1  | Биківська селищна рада                 | смт Биківка             | смт Биківка с. Сарнівка с. Товща                                                  |           |                 |                        |                     |
| 2  | Миропільська селищна рада              | смт Миропіль            | смт Миропіль с. Дертка                                                            |           |                 |                        |                     |
| 3  | Романівська селищна рада               | смт Романів             | смт Романів                                                                       |           |                 |                        |                     |
| 4  | Булдичівська сільська рада             | с. Булдичів             | с. Булдичів с. Шевченка                                                           |           |                 |                        |                     |
| 5  | Великокозарська сільська рада          | с. Велика Козара        | с. Велика Козара с. Омильне                                                       |           |                 |                        |                     |
| 6  | Вільшанська сільська рада              | с. Вільха               | с. Вільха с. Мала Токарівка                                                       |           |                 |                        |                     |
| 7  | Врублівська сільська рада              | с. Врублівка            | с. Врублівка с. Корчівка                                                          |           |                 |                        |                     |
| 8  | Годиська сільська рада                 | с. Годиха               | с. Годиха с. Межирічка с. Микільськ                                               |           |                 |                        |                     |
| 9  | Гордіївська сільська рада              | с. Гордіївка            | с. Гордіївка                                                                      |           |                 |                        |                     |
| 10 | Камінська сільська рада                | с. Камінь               | с. Камінь с. Химрич                                                               |           |                 |                        |                     |
| 11 | Карвинівська сільська рада             | с. Карвинівка           | с. Карвинівка с. Бартуха с. Грем'яче с. Станіславівка                             |           |                 |                        |                     |
| 12 | Колодяжненська сільська рада           | с. Колодяжне            | с. Колодяжне                                                                      |           |                 |                        |                     |
| 13 | Малокозарська сільська рада            | с. Мала Козара          | с. Мала Козара с. Олександрівка с. Пилипо-Кошара                                  |           |                 |                        |                     |
| 14 | Нивненська сільська рада               | с. Нивна                | с. Нивна с. Голубин с. Яблунівка                                                  |           |                 |                        |                     |
| 15 | Ольшанська сільська рада               | с. Ольшанка             | с. Ольшанка с. Бубни с. Улянівка с. Цеберка                                       |           |                 |                        |                     |
| 16 | Печанівська сільська рада              | с. Печанівка            | с. Печанівка с. Паволочка                                                         |           |                 |                        |                     |
| 17 | Прутівська сільська рада               | с. Прутівка             | с. Прутівка с. Білки с. Жовтий Брід с. Костянтинівка с. Новопрутівка с. Новохатки |           |                 |                        |                     |
| 18 | Романівська сільська рада              | с. Романівка            | с. Романівка с. Разіне                                                            |           |                 |                        |                     |
| 19 | Садківська сільська рада               | с. Садки                | с. Садки с. Гвіздярня с. Тевеліївка                                               |           |                 |                        |                     |
| 20 | Соболівська сільська рада              | с. Соболівка            | с. Соболівка с. Вила                                                              |           |                 |                        |                     |
| 21 | Старочуднівськогутянська сільська рада | с. Старочуднівська Гута | с. Старочуднівська Гута с. Сульжинівка                                            |           |                 |                        |                     |
| 22 | Хижинецька сільська рада               | с. Хижинці              | с. Хижинці с. Мані                                                                |           |                 |                        |                     |
| 23 | Червонохатківська сільська рада        | с. Червоні Хатки        | с. Червоні Хатки с. Залужне                                                       |           |                 |                        |                     |
| 24 | Ягодинська сільська рада               | с. Ягодинка             | с. Ягодинка с. Борятин с. Іванівщина с. Лісна Рудня                               |           |                 |                        |                     |
| 25 | Ясногородська сільська рада            | с. Ясногород            | с. Ясногород с. Монастирок с. Синява                                              |           |                 |                        |                     |

* Примітки: смт — селище міського типу, с. — село

## Історія
Утворений 7 березня 1923 року як Миропільський район, з центром у містечку Миропіль, в складі Житомирської округи Волинської губернії з Булдичівської, Кам'янківської, Колодяжненської, Котелянківської, Катюржинецької, Малокозарківської, Миропільської, Новомиропільської, Пилипо-Кошарської, Старомиропільської, Тиранівської, Фридрихівської сільських рад Миропільської волості та Врублівської, Генрихівської, Камінська, Козарської, Людвиківської, Романівської, Романківської, Шуляйківської, Романівської (містечкової) сільських рад Романівської волості Полонського повіту. 22 лютого 1924 року ліквідовано Новомиропільську сільську раду, 21 серпня 1924 року до складу району було включено Печанівську та Привітівську сільські ради Любарського району. 17 червня 1925 року до складу району увійшли Березівська, Биківська, Буратинська, Вилівська, Годихська, Дранецькохатківська, Карвинівська, Садківська, Соболівська, Станіславівська, Тартачківська, Чудновогутська та Ясногородська сільські ради Чуднівського району; до складу Любарського району було передано Печанівську та Привітівську сільські ради, до складу Чуднівського — Романівську та Шуляйківську сільські ради. 19 серпня 1925 року до складу Довбишського району відійшли Березівська, Биківська, Вилівська, Генрихівська, Дранецькохатківська, Соболівська і Тартачківська сільські ради. 28 вересня 1925 року в складі району було утворено Сульжинівську сільську раду. 18 травня 1926 року Котелянківську та Тиранівську сільські ради передано до складу Полонського району. 27 жовтня 1926 року було відновлено Новороманівську, утворено Паволоцьку та Чешську сільські ради. 15 липня 1929 року в складі району було утворено Тевеліївську, 3 листопада 1929 року — Фавстиніську сільські ради.
13 лютого 1935 року до складу району включено Сіряківську, Рацівську, Романівську, Шуляйківську сільські ради Чуднівського району та Печанівську сільську раду Любарського району; передано до складу Чуднівського району Грем'яцьку сільську раду, до Полонського — Котюржинецьку сільраду.
В 1941-44 роках територія району входила до складу гебітскомісаріату Чуднів Генеральної округи Житомир та була поділена, 13 вересня 1941 року, на Романівський (Гвоздярненська, Гордіївська, Корчівська, Лісноруднянська, Монастирківська, Синявська, Сущевицька сільські управи) і Миропільський (Булдичівська, Кам'янська, Колодяженська, Малокозарська, Новомиропільська, Паволочківська, Пилипо-Кошарська, Старомиропільська, Химричівська сільські управи) райони.
11 серпня 1954 року було ліквідовано Дертську, Малокозарківську, Міжгірненську, Паволочківську, Пилипо-Кошарську, Старомиропільську, Сульжинівську, Тевеліївську та Фавстинівську сільські ради, 5 березня 1959 року — Гордіївську та Печанівську сільські ради. 28 листопада 1957 року до складу району передано Биківську селищну та В'юнківську, Новозаводську, Прутівську, Соболівську, Червонохатківську сільські ради розформованого Довбишського району.
30 грудня 1962 року до складу району включено територію ліквідованого Любарського району та Вільшанську, Лісівську, Мар'янівську сільські ради Баранівського району. 4 січня 1965 року до складу району увійшли Будичанська та Красноволицька сільські ради Бердичівського району, Старомайданська і Тартацька сільські ради Новоград-Волинського району, Биківська, Довбиська, Кам'янобрідська селищні ради Новоград-Волинської міської ради. 8 грудня 1966 року було передано: Довбиську та Мар'янівську селищні ради — до складу Баранівського району, Старомайданську сільську раду — Червоноармійського району, Будичанську та Красноволицьку сільські ради — Чуднівського району.
17 вересня 1979 року ліквідовано Кам'янську та відновлено Гордіївську і Колодяжненську сільські ради, 21 червня 1991 року відновлено Ольшанську, 14 листопада 1991 року — Булдичівську та Хижинецьку сільські ради,.
До початку адміністративно-територіальної реформи в Україні (станом на початок 2015 року) до складу району входили 3 селищні та 22 сільські ради.
28 липня 2016 року в складі району утворено Миропільську селищну територіальну громаду, до складу котрої увійшли та припинили існування: 27 грудня 2016 року — Миропільська селищна та Колодяжненська, Малокозарська сільські ради, 22 грудня 2017 року — Печанівська сільська рада.
На час ліквідації району, відповідно до Постанови Верховної Ради України від 17 липня 2020 року, до його складу входили селищна об'єднана територіальна громада, 2 селищні та 19 сільських рад.